# Spiritus Rektyfikowany
Spiritus Rektyfikowany é a marca de um álcool retificado produzido por uma das antigas empresas polonesa Polmos (acrônimo de Polski Monopol Spirytusowy - atual PPS Polmos w Warszawie S.A.). Seu teor alcoólico é da ordem de 96%.